# 절대평탄환
환론에서 절대평탄환(絶對平坦環, 영어: absolutely flat ring) 또는 폰 노이만 정칙환(正則環, 영어: von Neumann regular ring, 약자 VNR환)은 모든 원소가 ‘가역원에 근접하여’ 모든 가군이 평탄 가군이 되는 환이다.

## 정의
(항등원을 갖는) 환 {\displaystyle R} 속의 원소 {\displaystyle r\in R}의 약역원(弱逆元, 영어: weak inverse element)은 다음 조건을 만족시키는 원소 {\displaystyle s\in R}이다.
{\displaystyle r=rsr}
만약 {\displaystyle r}가 가역원이라면, 그 약역원은 역원 {\displaystyle s=r^{-1}} 밖에 없다. 그러나 가역원이 아닌 원소는 여러 개의 약역원들을 가질 수 있다. 특히, 0은 모든 원소를 약역원으로 갖는다. 이 경우, {\displaystyle rs=(rs)^{2}} 및 {\displaystyle sr=(sr)^{2}}는 멱등원을 이룬다. {\displaystyle r}가 {\displaystyle s}의 약역원이라도, {\displaystyle s}가 {\displaystyle r}의 약역원일 필요는 없다. (예를 들어, 임의의 원소는 0의 약역원이지만, 0을 약역원으로 갖는 원소는 0 밖에 없다.)
(항등원을 갖는) 환 {\displaystyle R}에 대하여 다음 조건들이 서로 동치이며, 이를 만족시키는 환을 절대평탄환 또는 폰 노이만 정칙환이라고 한다.
- {\displaystyle R}의 모든 왼쪽 가군은 평탄 왼쪽 가군이다.
- {\displaystyle R}의 모든 오른쪽 가군은 평탄 오른쪽 가군이다.
- {\displaystyle R}의 모든 원소는 (적어도 하나 이상의) 약역원을 갖는다.
- {\displaystyle R}의 모든 주 왼쪽 아이디얼은 어떤 멱등원에 의하여 생성된다. 즉, 임의의 원소 {\displaystyle r\in R}에 대하여, {\displaystyle Rr=Re}이며 {\displaystyle e=e^{2}}인 원소 {\displaystyle e\in R}가 존재한다.
- {\displaystyle R}의 모든 주 오른쪽 아이디얼은 어떤 멱등원에 의하여 생성된다. 즉, 임의의 원소 {\displaystyle r\in R}에 대하여, {\displaystyle rR=eR}이며 {\displaystyle e=e^{2}}인 원소 {\displaystyle e\in R}가 존재한다.

## 성질
가환환에 대하여, 다음 두 조건이 서로 동치이다.
- 절대평탄환이다.
- 그 위의 모든 단순 가군이 단사 가군이다.

### 함의 관계
절대평탄환인 정역은 체 밖에 없다. 모든 나눗셈환은 절대평탄환이다.
불 대수는 (가환환으로 간주하였을 때) 절대평탄환이다. (이는 불 대수에서 모든 원소가 멱등원이기 때문이다.)

### 연산에 대한 닫힘
절대평탄환 {\displaystyle K}와 자연수 {\displaystyle n}에 대하여, 행렬환 {\displaystyle \operatorname {Mat} (n;K)}은 역시 절대평탄환이다.

## 역사
이 개념은 존 폰 노이만이 ‘정칙환’(영어: regular ring)이라는 이름으로 1936년에 도입하였다. 그러나 그 뒤 ‘정칙환’이라는 용어는 다른 뜻으로 쓰이게 되었으며, 혼동을 피하기 위하여 ‘폰 노이만 정칙환’(영어: regular ring in the sense of von Neumann, von Neumann regular ring) 또는 ‘절대평탄환’(영어: absolutely regular ring) 등의 용어로 대체되었다.

## 참고 문헌
1. ↑  von Neumann, John (1936). “On regular rings”. 《Proceedings of the National Academy of Sciences of the United States of America》 (영어) 22 (12): 707–712. doi:10.1073/pnas.22.12.707. JFM 62.1103.03. PMC 1076849. PMID 16577757. Zbl 0015.38802.